# Ruth-Meister
Als Ruth-Meister oder Meister des Buches Ruth der   Wenzelsbibel wird einer der Buchmaler bezeichnet, die um 1400 die Wenzelsbibel mit über 640 großformatigen Miniaturen ausgemalt haben. Der namentlich nicht bekannte Künstler erhielt seinen Notnamen nach der von ihm geschaffenen Miniatur im Buch Ruth,  die 34. Lage. Er hat nur diese Seite gemalt, eventuell war er Gehilfe z. B. des Esra-Meisters.
Der Ruth-Meister zeigt durch die ausdrucksvolle Plastik der von ihm gemalten Figuren ein Verständnis und Einfluss der Werke der Bildhauerei seiner Zeit. Es ist dies eine Aufnahme einer neuen Richtung des Weichen Stils in seine Malweise. 
Wie alle in der sog. Wenzelswerkstatt tätigen Künstler folgte auch der Ruth-Meister den auf den Seiten teilweise noch zu findenden Anweisungen, welche und wie eine Szene bildlich zu gestalten ist. Dies deutet auf seine Arbeit unter einer Werkstattleitung hin, die die Gesamtausgabe der Wenzelsbibel koordinierte.